# Stephan Jolie
Stephan Jolie (* 1965) ist ein deutscher Altgermanist.

## Leben
Er studierte Germanistik, Philosophie und Musikwissenschaft an den Universitäten Frankfurt am Main und München. Nach der Promotion 1995 war er bis 2002 wissenschaftlicher Assistent für Ältere Deutsche Literaturwissenschaft an der Goethe-Universität. Nach der Habilitation 2004 im Fach Germanistik mit besonderer Berücksichtigung der Älteren deutschen Literatur am Fachbereich Neuere Philologien der Goethe-Universität Frankfurt vertrat er Professuren an den Universitäten Frankfurt, Erlangen-Nürnberg und der FU Berlin. Er folgte 2007 dem Ruf auf die Professur für Literatur der älteren Epochen am Deutschen Institut im Fachbereich 05 – Philosophie und Philologie der Johannes Gutenberg-Universität Mainz. Seit Januar 2018 ist er Vizepräsident für Studium und Lehre der Johannes Gutenberg-Universität Mainz.
Seine Forschungsgebiete sind höfische Epik der europäischen Volkssprachen, Editionsphilologie, Ritualität und Literarizität, historische Narratologie und die Anfänge des Prosaromans, Räumlichkeit und Bildlichkeit in der höfischen Lyrik und Wolfram von Eschenbach.

## Schriften (Auswahl)
- Hybride Helden: Gwigalois und Willehalm. Beiträge zum Heldenbild und zur Poetik des Romans im frühen 13. Jahrhundert. Heidelberg 1997, ISBN 3-8253-0482-5.
- als Herausgeber mit Helmut Brackert: Wolfram von Eschenbach: Titurel. Berlin 2002, ISBN 3-11-015122-7.
- als Herausgeber mit Victor Millet und Dietmar Peschel: Otnit – Wolf Dietrich. frühneuhochdeutsch/neuhochdeutsch. Stuttgart 2013, ISBN 3-15-019139-4.
- als Herausgeber: Internationale Studiengänge in den Geistes- und Kulturwissenschaften. Chancen, Perspektiven, Herausforderungen. Bielefeld 2018, ISBN 3-946017-12-6.